# Унтертауэрн
Унтертауэрн (нем. Untertauern) — коммуна в Австрии, в федеральной земле Зальцбург. 
Входит в состав округа Санкт-Йохан-Понгау.  Население составляет 453 человека (на 15 мая 2001 года). Занимает площадь 71,7 км². Официальный код  —  50 422.

## Политическая ситуация
Бургомистр коммуны — Йохан Хаберзаттер (СДПА) по результатам выборов 2004 года.
Совет представителей коммуны (нем. Gemeinderat) состоит из 9 мест.
- АНП занимает 4 места.
- СДПА занимает 3 места.
- Партия PFH занимает 2 места.